# Desmocerus palliatus
Desmocerus palliatus är en skalbaggsart som först beskrevs av Forster 1771.  Desmocerus palliatus ingår i släktet Desmocerus och familjen långhorningar. Inga underarter finns listade i Catalogue of Life.

## Bildgalleri

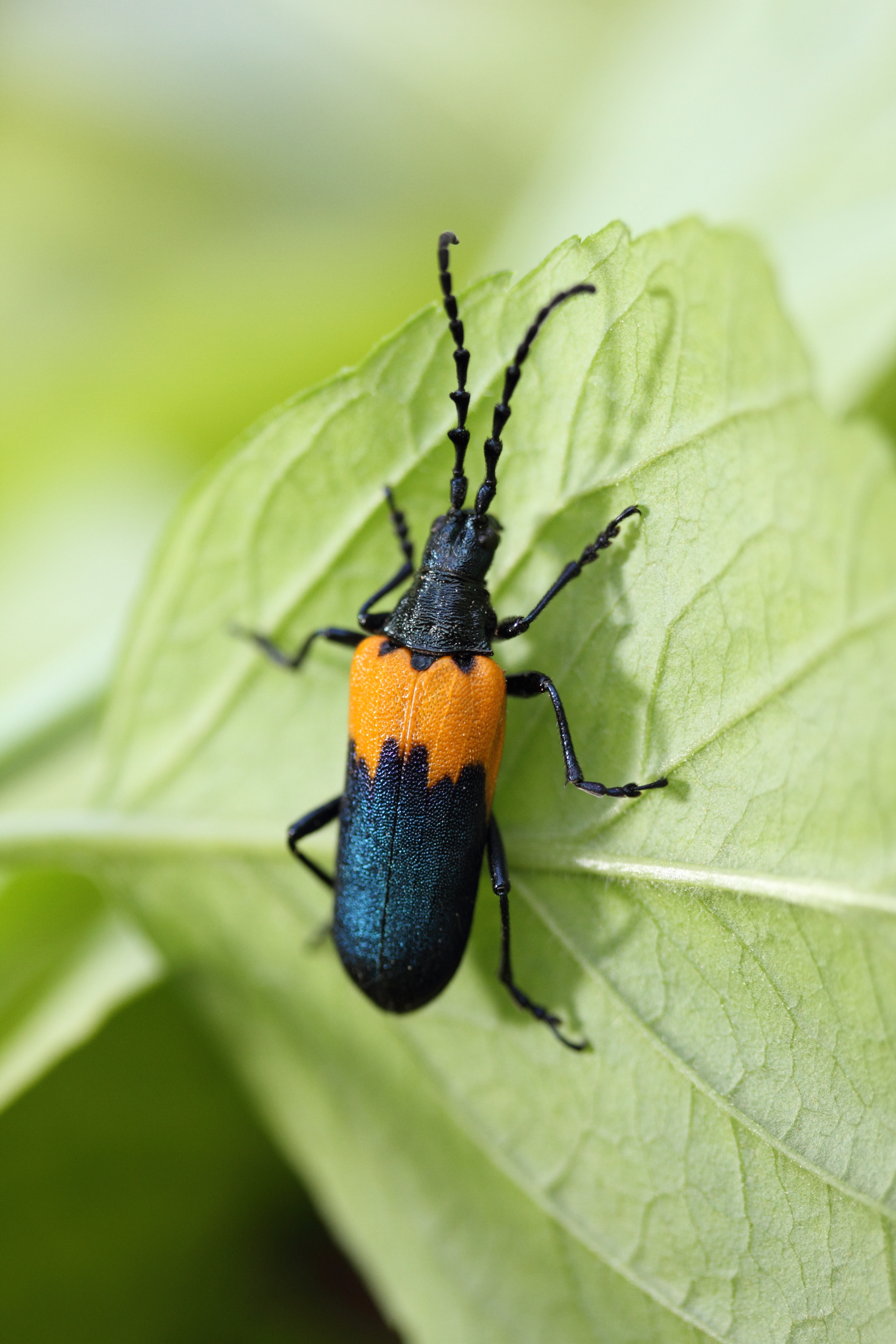